# Struth von Altengronau
Die Struth von Altengronau ist ein Naturschutzgebiet (NSG) bei Altengronau im hessischen Main-Kinzig-Kreis (NSG-Nr.: 435-024).

## Lage und Größe
Das Naturschutzgebiet erstreckt sich in einer Höhe von 225 m ü. NN über ein Gebiet von 9,0 ha entlang der Sinn zwischen den Ortslagen Altengronau und Zeitlofs, eingeschlossen von den Landesstraßen L2304 und L 2289. In der Nähe mündet die Schmale Sinn in die Sinn; das Naturschutzgebiet grenzt jedoch nicht unmittelbar an die beiden Flussläufe von Schmaler Sinn und Breiter Sinn, sondern wird durch eine Exklave des Naturschutzgebietes Sinnwiesen von Altengronau von diesen getrennt.

## Kurzcharakteristik und Schutzzweck
Die Struth von Altengronau wurde in den 1980er Jahren als Naturschutzgebiet ausgewiesen. Zurückzuführen ist dieser Umstand unter anderem auf das Vorkommen seltener Spezies wie der Schachbrettblume (Fritillaria meleagris) und des europäischen Bibers (Castor fiber). Zweck des Naturschutzgebietes ist es, „das sich in Entwicklung befindliche Niedermoor nebst angrenzenden vernäßten und strauchbestandenen Flächen als Lebens- und Zufluchtsstätte zahlreicher bestandsgefährdeter Pflanzen- und Tierarten zu schützen und zu fördern.“ 

## Flora und Fauna
Die Struth von Altengronau beherbergt eine Vielzahl an für Feuchtwiesen typischen Tieren und Pflanzen. Für Naturbeobachtungen ist das Naturschutzgebiet bestens geeignet. Zu den hier anzutreffenden Arten, die die Rote Liste gefährdeter Arten aufführt, zählen z. B.:
| Flora: - Asternartige: - Drüsenlose Kugeldistel (Echinops exaltatus) - Farne: - Straußenfarn (Matteuccia struthiopteris) - Doldenblütlerartige: - Wasserfenchel, Haarstrangblättriger (Oenanthe peucedanifolia) - Kreuzblütlerartige: - Wiesen-Schaumkraut (Cardamine pratensis) - Lilienartige: - Schachbrettblume (Fritillaria meleagris) - Lippenblütlerartige: - Kriechender Günsel (Ajuga reptans) - Orchideen: - Kleines Knabenkraut (Orchis morio) - Männliches Knabenkraut (Orchis mascula) | Fauna: - Insekten: - Bläulinge (Lycaenidae) - Lurche: - Gelbbauchunke (Bombina variegata) - Vögel: - Bekassine (Gallinago gallinago) - Eisvogel (Alcedo atthis) - Wasseramsel (Cinclus cinclus) - Höhere Säugetiere: - Europäischer Biber (Castor fiber) - Fischotter (Lutra lutra) |